# Agent 327
Az Agent 327 egy népszerű holland képregénysorozat, melyet Martin Lodewijk ír és rajzol. Hollandiában az Eppo magazinban, Magyarországon pedig a Kockás képregényújságban jelent meg először.

## Története
Martin Lodewijk reklámkarikaturistaként kezdte karrierjét 1959-ben. Az Agent 327-et 1966-ban alkották meg Jan Kruisszal, és először a Pep című képregényújságban jelent meg. Nem sokkal később a Pep beleolvadt az Eppo magazinba, amelynek Lodewijk lett a szerkesztője. A képregény ezután az Eppo hasábjain jelent meg egészen 1983-ig, amikor az Eppo megszűnt.
A képregény 2000-ben tért vissza az Algemeen Dagblad című rotterdami újságban, de 2009-ben visszatért az újraindult Eppo magazinba.
Az Agent 327 Hendrik Ejzenbrot titkos ügynök kalandjait beszéli el. Lodewijk a főszereplőt Craig Stevensről, a Peter Gunn tévésorozat főhőséről mintázta. 
2017. május 15-én jelent meg egy animációs rövidfilm Agent 327: Operation Barbershop címmel.

## Magyarul
Magyar nyelven először 2017. december 15-én jelent meg a Kockás magazin 51. számában, folytatásokban közölve a "Van Gogh füle" című történet, három részen át tartott. A következő rész, a "Levél a múltból" az 58. számban jelent meg 2018. július 30-án.
Magyar kiadója a Vitanum Kft.

## A főbb szereplők
- Hendrik Ejzenbrot, a 327-es ügynök
- Betsy kisasszony, a titkárnő
- Barend, a tanoncc
- 525-ös ügynök
- Mata Hair, a CIA-ügynök
- Olga Lawina, a svájci titkosszolgálat ügynöke

## Fordítás
Ez a szócikk részben vagy egészben  az   Agent 327 című holland Wikipédia-szócikk ezen változatának fordításán alapul.  Az eredeti cikk szerkesztőit annak laptörténete sorolja fel. Ez a jelzés csupán a megfogalmazás eredetét és a szerzői jogokat jelzi, nem szolgál a cikkben szereplő információk forrásmegjelöléseként.